# 기타아리마정
기타아리마정(北有馬町)은 나가사키현 시마바라반도에 있던 정으로 미나미타카키군에 속했다.
2006년 3월 31일, 주변 7정과 대등합병해, 미나미타카키군은 미나미시마바라시가 되었다.

## 지리
시마바라 반도의 남부에 위치한다. 해안선은 짧지만 남쪽 해안을 시마바라만에 접하고 있다. 

## 역사
전국시대부터 에도시대 초기에 걸쳐 마을 이름의 유래이기도 한 아리마 가문의 통치가 이루어졌다. 기독교 대영주 아리마 하루노부(有馬晴信)가 통치하던 1580년(덴쇼 8년)에 현재의 마을 지역에 세미나리요(神学校)가 개설되어 일본 최초의 서양 문화 교육기관으로 이토 만쇼(伊東萬祥), 나카우라 줄리안(中浦ジュリアン), 페트로키부(ペトロ岐部) 등 많은 기독교인을 배출했으며, 에도막부의 금교령으로 폐쇄된 1614년(게이쇼 19년)까지 존속하였다.
1637년(간에이 14년)에 일어난 시마바라의 난의 전사와 난 후의 처형으로 주민들은 대부분 사망했고, 현재의 마을 주민들은 이후 다카리키 다다보의 부흥 정책으로 각지에서 이주해 온 사람들의 후손이라고 한다.
시마바라의 난 이전까지는 아리마무라 1촌이었으나, 난 이후 미나미아리마촌, 기타아리마촌의 2촌으로 나뉘었다. 이후 다른 마을과 합병하지 않고 유지되어 왔다. 
- 1889년 4월 1일 - 정촌제 시행에 의해 미나미타카키군 기타아리마촌이 성립하였다.
- 1969년 4월 1일 - 정으로 승격해 기타아리마정이 되었다.
- 2006년 3월 31일 - 구치노쓰정·미나미아리마정·가즈사정·니시아리에정·아리에정·후쓰정·후카에정이 합병, 시로 승격해 미나미시마바라시가 성립하였다. 기타아리마정은 자치체로서는 소멸하였다.

## 교통

### 철도
- 시마바라 철도
  - 키타아리마역

### 도로
- 국도 251호선
- 국도 389호선